# Burton Swifts FC
Burton Swifts FC var en engelsk fotbollsklubb från Burton upon Trent, Staffordshire. Klubben bildades 1871 och spelade sina hemmamatcher på Peel Croft. Klubben upplöstes 1901 när de gick ihop med Burton Wanderers FC för att bilda Burton United FC.